# صموئيل إي. هورن جونيور
صموئيل إي. هورن جونيور (بالإنجليزية: Samuel E. Horne Jr.)‏ هو مهندس وكيميائي أمريكي، ولد في 26 يوليو 1924، وتوفي في 4 فبراير 2006.